# Grigori Dobryguine
Grigori Dobryguine (en russe : Григорий Эдуардович Добрыгин) est un acteur russe, né le 17 février 1986 à Vilioutchinsk (oblast du Kamtchatka, RSFS de Russie, URSS).

## Biographie
Grigori Dobryguine naît à Petropavlovsk-Kamtchatski-50, une ancienne ville secrète de l'Extrême-Orient russe, dans l'ancien oblast du Kamtchatka, en RSFS de Russie, URSS (aujourd'hui kraï du Kamtchatka, en Russie), située à 25 kilomètres au sud-ouest de Petropavlovsk-Kamtchatski, dans le quartier des pêcheurs, aujourd'hui appelé Vilioutchinsk. Sa mère est ballerine. Jusqu'à l'âge de quatre ans il grandit dans la péninsule du Kamtchatka, avant que la famille ne déménage à Zelenograd dans l'oblast de Moscou. Il y effectue son cours élémentaire. Après l'obtention de son diplôme, et, à la demande pressante de son père, il est inscrit à l'académie du ballet du Théâtre Bolshoï, ou Académie d’État de Chorégraphie de Moscou.
Il joue à 12 ans dans le célèbre opéra de Piotr Ilitch Tchaïkovski : Casse-noisette.
À 17 ans, il étudie pendant deux ans à l'Université adventiste de la ville de Zaokski, dans l'oblast de Toula. Il prend son indépendance à cette occasion.
À 19 ans, se servant de sa bonne réputation acquise au ballet, il est accepté à la prestigieuse École du Théâtre d'art de Moscou, où il commence sa formation d'acteur. Son professeur est Konstantin Raïkine. Par manque de rigueur et de discipline, Grigori abandonne l'école au bout d'une année.
Il poursuit sa formation d'acteur à l'Académie russe des arts du théâtre (RATI, futur GITIS), sous l'égide d'Oleg Koudriachov, jusqu'en 2010.
C'est lors du discours donné au festival de théâtre pour étudiants « Ta chance » qu'il est remarqué par l'assistant réalisateur Alekseï Popogrebski. C'est le tournant et le début de sa carrière cinématographique.
Il tient le rôle principal du premier film russe de super-héros, L'Éclair noir, produit en 2009 par Timur Bekmambetov et réalisé par Aleksandr Voïtinski. L'immense succès que rencontre ce blockbuster le fait connaitre du grand public russe.
Sa carrière internationale quant à elle débute dans Comment j'ai passé cet été, réalisé en 2010 par Alekseï Popogrebski, et pour lequel le jury de la Berlinale 2010 lui décerne l'Ours d'argent du meilleur acteur, ex æquo avec son partenaire Sergueï Vytauto Puskepalis. Puis en 2012, il joue le rôle de Vania dans le film Atomique Ivan de Vassili Barkhatov et, finalement en 2014, il interprète le personnage de Issa Karpov dans Un homme très recherché d'Anton Corbijn d'après le roman de John Le Carré.

## Filmographie

### Acteur
- 2009 : L'Éclair noir d'Alexandre Voïtinski : Dimitri Maïkov / l'Éclair noir
- 2010 : Comment j'ai passé cet été d'Alekseï Popogrebski : Pavel
- 2012 : Atomique Ivan de Vassili Barkhatov : Vania
- 2014 : Un homme très recherché d'Anton Corbijn : Issa Karpov
- 2015 : Le Territoire d'Alexandre Melnik : Sergueï Baklakov
- 2016 : Un traître idéal de Susanna White : le Prince des Vors
- 2017 : Matilda d'Alexeï Outchitel : le grand-duc Andreï Vladimirovitch de Russie

### Réalisateur
- 2019 : Sheena 667

## Distinctions

### Récompenses
- Berlinale 2010 : Ours d'argent du meilleur acteur pour Comment j'ai passé cet été (ex æquo avec Sergueï Puskepalis)